# Jason Euell
Jason Joseph Euell (født 6. februar 1977 i London, England) er en engelsk/jamaicansk tidligere fodboldspiller (midtbane/angriber). 
Euell tilbragte en stor del af sin karriere i engelske Premier League-klubber, ikke mindst Wimbledon og Charlton, hvor han spillede i henholdsvis seks og fem sæsoner. Han stoppede sin karriere i 2012 efter et ophold hos den "nye" Wimbledon-klub, AFC Wimbledon.
Efter at have repræsenteret det engelske U/21-landshold spillede Euell for Jamaicas A-landshold. Han var berettiget til at repræsentere Jamaica, da hans far var født i landet. Han spillede tre landskampe for Reggae Boys, som han debuterede for i en VM-kvalifikationskamp på udebane mod USA 17. november 2004.